# وینموکا (نوادا)
وینموکا، نوادا (انگلیسی: Winnemucca, Nevada) در نوادای ایالات متحده آمریکا واقع است.